# Kai Bergmann
Kai Bergmann (* 1973 in Frankfurt am Main) ist ein deutscher Grafikdesigner und Professor für Interdisziplinäre Gestaltung.

## Leben
Kai Bergmann studierte Visuelle Kommunikation mit Schwerpunkten Typografie und Konzeptionelle Gestaltung bei Klaus Hesse, Friedrich Friedl und Franz Mon an der Hochschule für Gestaltung. Zusammen mit Boris Banoziç und Sebastian Seitz führte er von 2005 bis 2008 die Agentur „dreizueins®“ in Frankfurt am Main. 2008 gründete er das Designbüro „Bergmann Studios“ in Frankfurt und London. Das Büro ist unter anderem maßgeblich verantwortlich für die Corporate Designs von Gamescom, Nippon Connection und der Woche der Kritik, Berlin. Bergmanns Arbeiten wurden national und international ausgezeichnet.
Von 2003 bis 2010 lehrte er regelmäßig als Lehrbeauftragter für Kommunikationsdesign an der HfG Offenbach und hatte 2008 eine Vertretungsprofessur am Fachbereich Gestaltung der Hochschule Darmstadt inne. Seit 2010 leitet Kai Bergmann die Studienrichtung „Interdisziplinäre Gestaltung“ an der Hochschule Augsburg Fakultät für Gestaltung.
Bergmann ist Mitglied des Art Directors Club Deutschland, des Deutschen Designer Clubs und war mehrere Jahre Mitglied des Type Directors Club New York City. Er war Juror in Wettbewerben, wie dem BFF Berufsverband Freie Fotografen und Filmgestalter, der „Junior Agency“ des Gesamtverband Kommunikationsagenturen und des internationalen Plakatwettbewerbs „Mut zur Wut“.

## Publikationen
- Festival Fever (Feature), Monsa Publishers, Barcelona 2018, ISBN 978-84-16500-60-4.
- Typography 38 TDC NY 2017, Verlag Hermann Schmidt, Mainz, ISBN 978-3-87439-898-5.
- I Love Gill Sans, Victionary Publishers, HK 2012, ISBN 978-988-19438-7-3.

## Textveröffentlichungen
- Sushi 15, (Aufsatz „Gehen und Werden“), Verlag Avedition Ludwigsburg 2015, ISBN 978-3-89986-216-4.
- Sushi 12, (Aufsatz „Bleibt alles anders“), Verlag Avedition Ludwigsburg 2012, ISBN 978-3-89986-143-3.
- Architektur in Hessen (Co-Autor) „Komplexität und Vielfalt“, Europäischer Wirtschaftsverlag (Darmstadt), ISBN 978-3-938630-31-0.

## Ausstellungen
- 2013 „Do you read me?!“, Berlin
- 2010 „10 Jahre Nippon Connection“, Ausstellung Mousonturm Frankfurt
- 2010 Grafikdesign Biennale Deutschland/China, Offenbach
- 2009 48 Stunden Neukoelln, Berlin
- 2009 Graphic Design Biennale China/Germany, Xi’an/China
- 2009 Designers Block:Illustrate, London
- 2007 Ständige Plakatsammlung, Museum für Gestaltung Zürich/Schweiz
- 2006 Luminale, Festival der Lichtkultur